# 黒松駅 (宮城県)
黒松駅（くろまつえき）は、宮城県仙台市泉区旭丘堤二丁目にある仙台市地下鉄南北線の駅である。駅番号はN03。副駅名は「平和住宅情報センター本店前」（令和7年3月31日まで）。

## 歴史
- 1987年（昭和62年）7月15日 - 開業[1]。
- 1994年（平成6年）2月18日 - エレベーターを設置[2]。
- 2010年（平成22年）2月6日 - 可動式ホーム柵の運用開始。
- 2011年（平成23年）
  - 3月11日 - 東北地方太平洋沖地震（東日本大震災）により営業休止。
  - 3月14日 - バス代行運転による運行開始。
  - 4月29日 - 南北線全線復旧により営業再開。
- 2014年（平成26年）12月6日 - IC乗車券・icsca導入[3]。
- 2020年（令和2年）4月1日 - 副駅名広告「平和住宅情報センター本店前」を使用開始。
- 2022年（令和4年）3月11日 - 駅構内の内照式案内サインを更新。

## 駅構造
島式ホーム1面2線を有する地上駅である。出口は北側に1箇所ある。当駅は、両側を台地にはさまれ、北に口を開いた細長い袋状の谷の底にある。駅舎は谷に蓋をするように作られたので、東西からは谷と見てとることが難しい。駅前は谷にさしかけた橋なのだが、橋と感じられない広さを持つ。よって、周囲から見ると黒松駅のホームは地下にあるとしか思えないが、原地形からするとホームが1階で、出入口が高架部にあたる。当駅から泉中央駅までは地上区間であり、この駅の南で地下区間となる。
黒松駅は、開業時唯一エレベーターが設置されていなかったが、後に設置された。
のりば
| 1 | ■ 南北線 |  | 仙台・長町・富沢方面 |  |
| 2 | ■ 南北線 |  | 泉中央方面           |  |

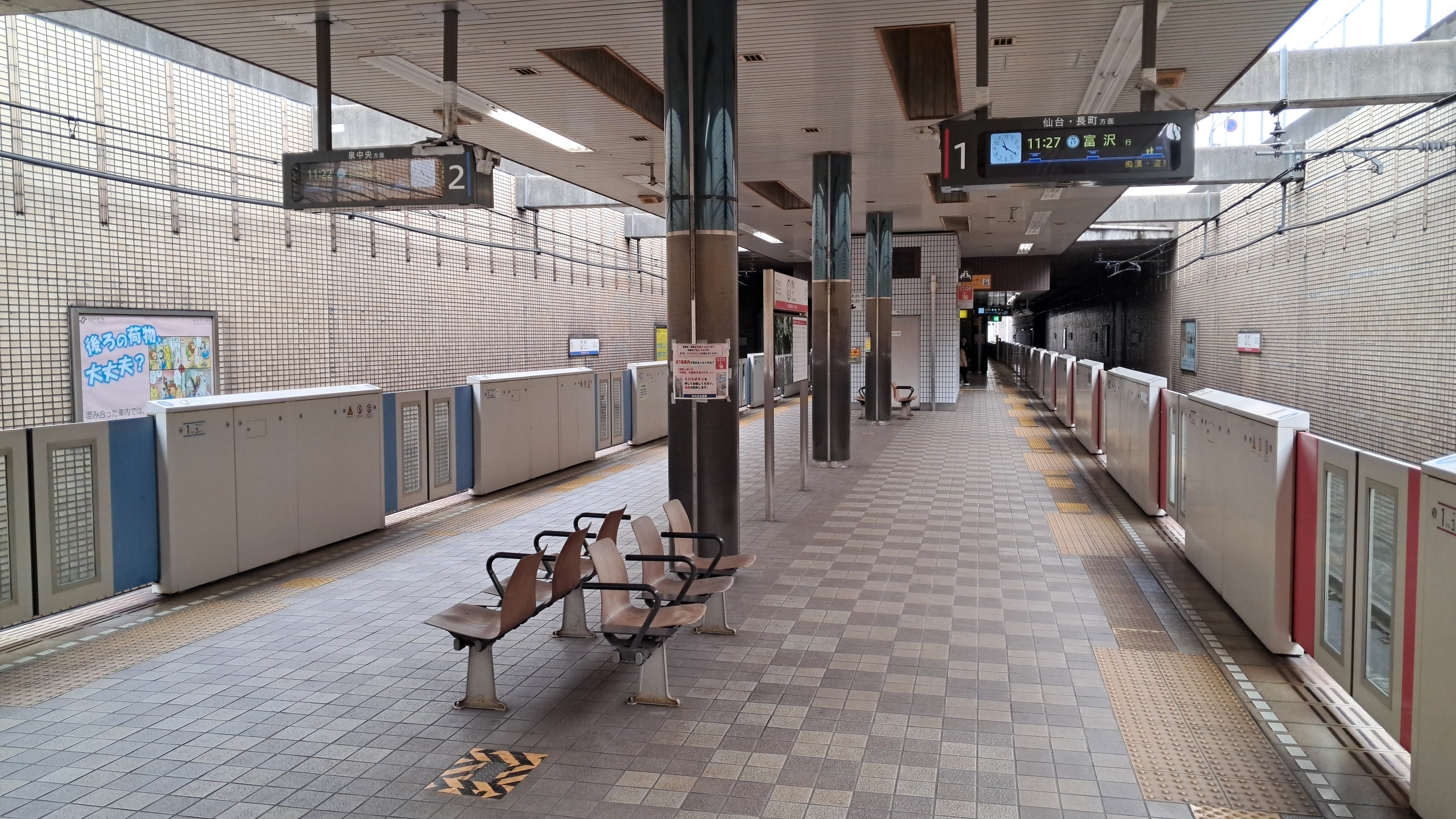
ホーム（2025年2月）
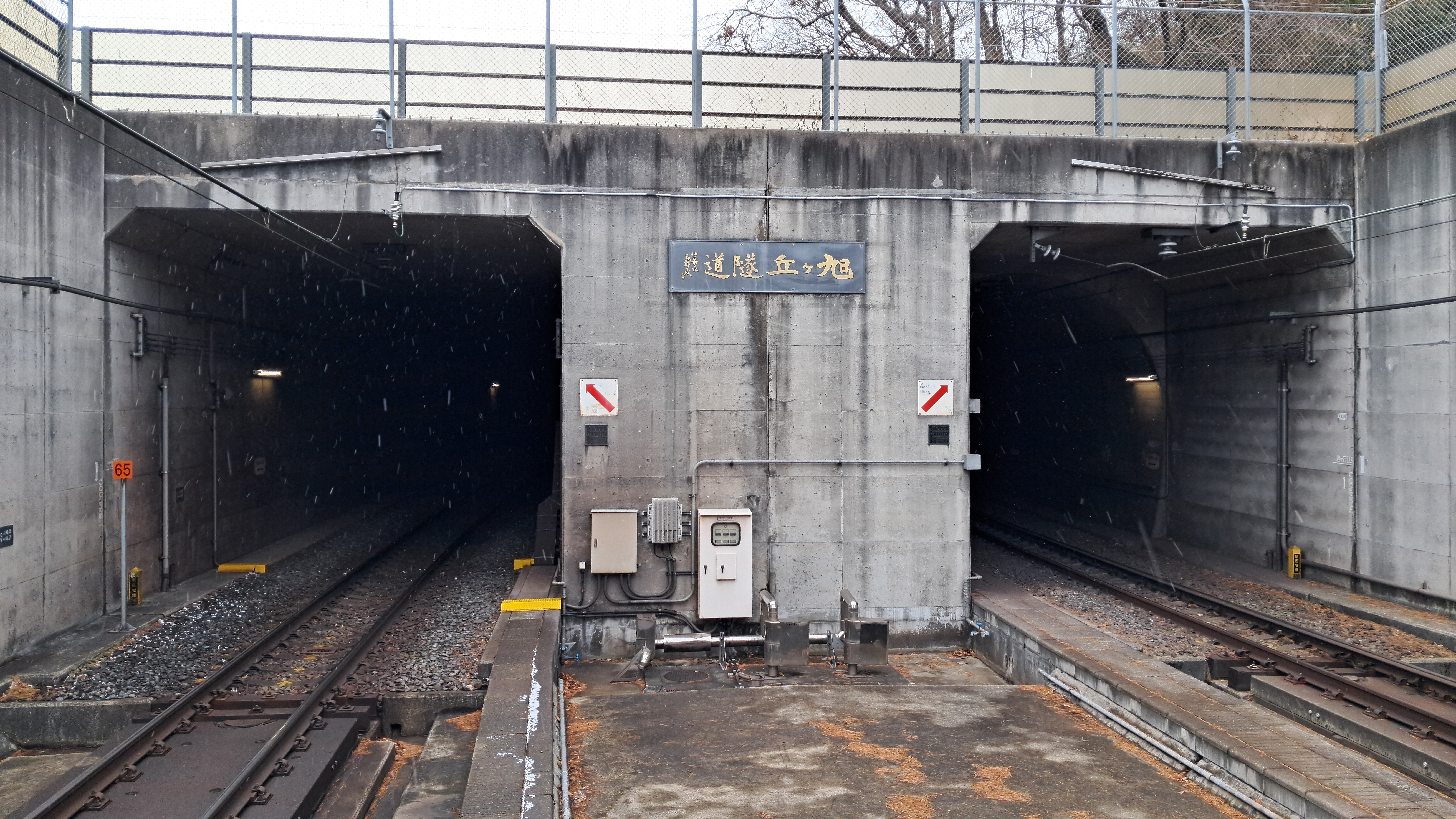
ホームの奥に見える「旭ヶ丘隧道」プレート（2025年2月）

## 利用状況
| 乗車人員推移 | 乗車人員推移     |
| 年度         | 一日平均乗車人員 |
| ------------ | ---------------- |
| 2002         | 3,816            |
| 2003         | 3,796            |
| 2004         | 3,869            |
| 2005         | 3,868            |
| 2006         | 3,834            |
| 2007         | 3,883            |
| 2008         | 3,799            |
| 2009         | 3,709            |
| 2010         | 3,574            |
| 2011         | 3,261            |
| 2012         | 3,832            |
| 2013         | 3,920            |
| 2014         | 3,926            |
| 2015         | 3,987            |
| 2016         | 4,118            |
| 2017         | 4,203            |
| 2018         | 4,242            |
| 2019         | 4,274            |
| 2020         | 3,617            |
| 2021         | 3,758            |
| 2022         | 4,002            |
| 2023         | 4,202            |

- 2023年度（令和5年度）
  - 1日平均乗車人数：4,202人[4]

一日平均乗車人員（単位：人/日）

## 駅周辺
駅は青葉区との境界近くにあり、周囲は七北田丘陵上に開発された住宅地となっている。駅名は、1962年（昭和37年）に入居が開始された宮城郡泉町（現・仙台市泉区）で最初の大型住宅団地「黒松」に由来しており、同団地は駅の北西側、国道4号（旧奥州街道、現県道仙台泉線）に沿って、七北田川水系仙台川の右岸（東岸）の丘陵上に造成された。
駅舎の西に隣あわせで黒松市民センターがある。東には生協の店舗があるが、他に商店はない。北東に真美沢堤というため池があり、線路はこの池の上を高架で越える。真美沢公園は、この池を見下ろす東の丘にあり、公園内と池の畔からは池の上を走る列車が見える。
- 泉黒松郵便局
- 仙台銀行黒松支店
- 杜の都信用金庫黒松駅前支店
- みやぎ生活協同組合黒松店
- 仙台市立黒松小学校
- 仙台市立八乙女中学校
- 仙台市黒松市民センター

### バス路線
黒松駅は地下鉄とバスの乗継を想定した駅ではないが、当駅から南東方面に「旭丘堤二丁目」停留所、北西方面に「黒松一丁目」停留所がある。

## 隣の駅
仙台市地下鉄
■南北線
八乙女駅 (N02) - 黒松駅 (N03) - 旭ヶ丘駅 (N04)